# Kodisjoki
Kodisjoki este o fostă comună din Finlanda.